# Spaichingen
Spaichingen é uma cidade da Alemanha, no distrito de Tuttlingen, na região administrativa de Freiburg, estado de Baden-Württemberg.